# Yiyun Li
Yiyun Li (李翊云), född 1972, är en kinesisk-amerikansk författare.
Hon växte upp i Peking och är bosatt i USA sedan1996. Hennes noveller och romaner handlar om minnen från uppväxten i Kina och personliga erfarenheter som migrant, förälder och författare. Hon är flerfaldigt prisbelönad för sitt författarskap.

## Biografi
Yiyun Li föddes 1972 och växte upp i Peking där hennes far arbetade inom kärnkraftindustrin. Efter ett års tjänstgöring inom den kinesiska armén studerade Yiyun Li naturvetenskap vid universitetet i Peking. Hon flyttade till Iowa 1996 för att studera immunologi. Hon fullföljde sina studier med en masterexamen men bytte därefter till  humanistiska studier där hon tog en masterexamen i fine arts.
Hon började skriva noveller som publicerades i olika tidskrifter, och novellsamlingen A Thousand Years of Good Prayers publicerades 2005. Den blev mycket välvilligt mottagen och hon belönades med flera priser. Därefter har hon gett ut flera romaner och novellsamlingar.
YiYun Li är gift och har två söner, varav båda är avlidna. Hon bor i New Jersey och undervisar på Princeton University.

## Författarskap
Förutom novellsamlingar har Yiyun Li publicerat flera romaner. Handlingen kretsar kring erfarenheter och händelser från uppväxtmiljön i Kina eller som kinesisk migrant i USA. I De hemlösa står en kvinna inför sin avrättning, något som författaren bevittnat som barn. Ensamhetens konst är en polisroman där en ung kvinna utsätts för förgiftning och förövaren har beskydd högt upp i hierarkin. I Dit mina tankar inte når samtalar en författare med kinesiskt ursprung med sin sextonårige son. Det framkommer dock att denne är död genom självmord. Yiyun Li hade då hon skrev romanen själv just upplevt denna personliga tragedi.
Dear Friend, from My Life I Write to You in Your Life är självbiografisk, skriven av en författare drabbad av depression, som ifrågasätter sitt författarskap men också sin relation till andra författare, levande och döda. Bland dessa kom William Trevor att få stor betydelse för hennes eget författarskap och de kom också att bli goda vänner When We Were Happy We Had Other Names handlar om ett föräldrapars sorg efter en son som begått självmord men minnen från moderns barndom och relationen till en morförälder väcks också till liv.
Två noveller från debutsamlingen, Prinsessan av Nebraska och Be för mig, har filmatiserats av Wayne Wang 2007.

## Priser och utmärkelser i urval
- the Frank O’Connor International Short Story Award[1]
- PEN/Hemingway Award[1]
- Guardian First Book Award[1]
- Asian American Literary Award for fiction[15]
- Benjamin H. Dank Award from American Academy of Arts and Letters[15]
- Sunday Times EFG Short Story Award[15]
- the 2020 PEN/Jean Stein Book Award [15][16]